# 裴多菲萨拉什
裴多菲萨拉什（匈牙利語：Petőfiszállás）是匈牙利南部巴奇-基什孔州所辖的一个村，总面积67.78平方公里，总人口1666，人口密度25人/平方公里（2002年）。地理坐标为46°37′N 19°50′E。